# 丘吉爾 (明尼蘇達州契皮瓦縣)
丘吉爾（英語：Churchill）是位於美國明尼蘇達州契皮瓦縣的一個非建制地區。

## 地理
丘吉爾所處的海拔為高於海平面291米（即955英呎），而該地所採用的時區為UTC-6，即北美中部時區（CST）。同時該地設有夏令時間，為UTC-6調快一小時，即UTC-5（CDT）。